# François Pierre de la Varenne
François Pierre (de) La Varenne (Dijon, 1618 – id. 1678) fue un cocinero francés. Cocinero del marqués de Uxelles, gobernador de Chalon-sur-Saône, La Varenne es el autor de El cocinero francés (Le cuisinier françois), obra de importancia capital que señala el paso de la cocina medieval de antaño a la alta cocina moderna. Su obra se verá continuada por Marie-Antoine Carême en el siglo XVIII, y por Auguste Escoffier en el siglo XIX.
La Varenne habría inventado la salsa béchamel partiendo de un roux, mejorando una salsa más antigua a base de crema, en sustitución de las salsas que se empleaban a base de pan o de almendras, como en el "potage à la reine" ("sopa a la reina") creado en honor de Margarita de Navarra. Su nombre se asocia a distintas preparaciones culinarias a base de champiñones como la duxelles o la «salsa La Varenne», una mahonesa a la que se añaden champiñones, perejil y perifollo.

## Obras
- Le Cuisinier françois, 1651
- Le Pâtissier françois, 1653
- Le Confiturier françois, 1664
- L’École des ragoûts, 1668